# Candice Bergen
Candice Patricia Bergen (Los Angeles, 9 maggio 1946) è un'attrice, fotoreporter, stilista ed ex modella statunitense.

## Biografia
Il padre Edgar Bergen, figlio di immigrati svedesi, era un famoso ventriloquo e conduceva una trasmissione radiofonica, mentre la madre, Frances Westerman, di origine tedesca, era una modella e attrice. Candice debuttò a 6 anni nella trasmissione del padre e compì i suoi studi presso la Harvard-Westlake School a Studio City (Los Angeles). Frequentò l'Università della Pennsylvania, ma non terminò gli studi a causa dei voti troppo bassi. Durante quel periodo lavorò come modella per l'agenzia Ford Models e grazie ai guadagni ottenuti poté acquistare le attrezzature per l'altra sua grande passione, la fotografia.

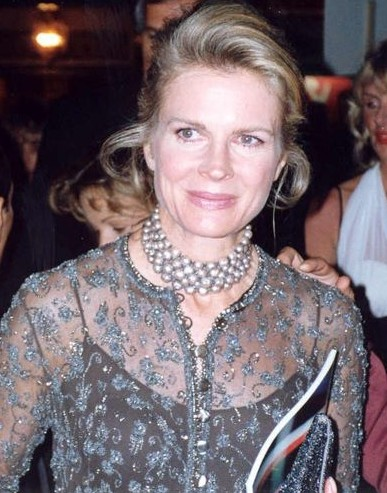
Candice Bergen ai Premi Emmy 1993

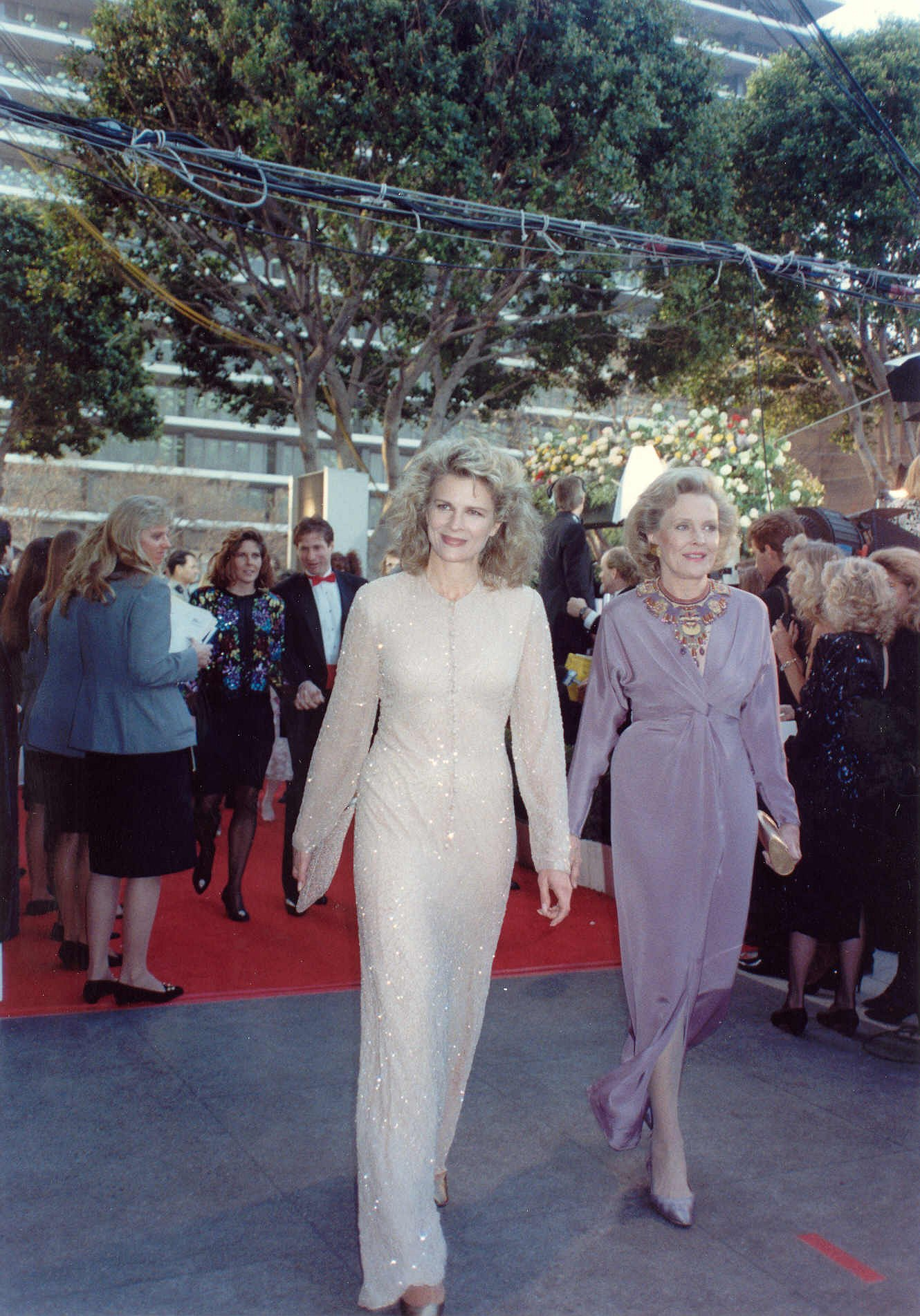
Candice Bergen e la madre Frances ai Premi Oscar 1990

Paragonata a Grace Kelly per la sua bellezza glaciale e sofisticata, debuttò sul grande schermo nel 1966 nel film Il gruppo di Sidney Lumet, dove interpretava una giovane fredda ed ambigua che convive con una baronessa tedesca. Proseguì la sua carriera con Quelli della San Pablo (1966) di Robert Wise, Il giorno in cui i pesci uscirono dal mare (1967) di Mihalis Kakogiannis e L'impossibilità di essere normale (1970) di Richard Rush. Raggiunse il successo internazionale con Soldato blu (1970) di Ralph Nelson, e nel 1971 recitò in Conoscenza carnale di Mike Nichols, accanto a Jack Nicholson, Art Garfunkel ed Ann-Margret. Si fece notare anche in Appuntamento con una ragazza che si sente sola (1971) di Herbert Ross, Il vento e il leone (1975) con Sean Connery, Stringi i denti e vai! (1975) di Richard Brooks e Il principio del domino: la vita in gioco (1977) di Stanley Kramer.
Nel 1978 affiancò Ryan O'Neal in Oliver's Story di John Korty. L'anno seguente ottenne una candidatura all'Oscar alla miglior attrice non protagonista per E ora: punto e a capo di Alan J. Pakula, mentre nel 1981 fu scelta da George Cukor, alla sua ultima regia, per Ricche e famose accanto a Jacqueline Bisset. Lavorò anche in Francia nel film Vivere per vivere (1967) di Claude Lelouch, e in Italia in La fine del mondo nel nostro solito letto in una notte piena di pioggia (1978) di Lina Wertmüller. 
Dopo aver recitato in Gandhi (1982) di Richard Attenborough e Scherzare col fuoco (1985) di Burt Reynolds, dalla metà degli anni ottanta la Bergen iniziò a diradare le sue apparizioni sul grande schermo per privilegiare l'impegno in teatro e alla televisione. Nel 1985 debuttò a Broadway nella commedia nera Bugie, baci, bambole & bastardi, in cui prese il posto di Sigourney Weaver. Già attiva sul piccolo schermo negli anni sessanta, nel 1988 ottenne un ruolo da protagonista nella serie Murphy Brown, dove vestiva i panni di una cinica e agguerrita conduttrice televisiva, personaggio che continuò ad interpretare con successo fino al 1998. Per questo ruolo vinse cinque Emmy Awards e due Golden Globe.
Nel 2000 recitò in Miss Detective con Sandra Bullock e Michael Caine, mentre nel 2002 in Tutta colpa dell'amore con Reese Witherspoon, e nel 2003 in Matrimonio impossibile con Michael Douglas. Nel 2018 ha affiancato Jane Fonda, Diane Keaton e Mary Steenburgen nella commedia Book Club - Tutto può succedere di Bill Holderman. Dal 2005 al 2008 ha recitato nel serial televisivo Boston Legal dove interpreta l'avvocato Shirley Schmidt, accanto a William Shatner e James Spader. Contemporaneamente alla sua carriera di attrice, si è creata un nome come fotografa, lavorando per importanti riviste, quali Life, Playboy ed Esquire. È stata anche la prima donna a condurre lo show televisivo Saturday Night Live.

## Vita privata
Nel 1969 ebbe una relazione con il musicista e produttore discografico Terry Melcher e, nel 1973 ebbe un appuntamento con il segretario di Stato statunitense Henry Kissinger. Nel 1980 sposò il regista Louis Malle, da cui ha avuto la figlia Chloe, nata nel 1985. Quando Malle si ammalò gravemente, l'attrice si allontanò dal mondo dello spettacolo per poi tornare dopo la scomparsa del marito, avvenuta nel 1995. Dal 2000 è sposata con l'immobiliarista e filantropo statunitense Marshall Rose. È un'attivista del sindacato degli attori statunitensi.
Negli anni successivi ha avviato un'attività di decorazione di borse, abbigliamento, custodie per telefoni, cuscini, piatti e opere d'arte da parete, con soggetti come animali e cibo, a fini di beneficenza. Ha dichiarato di voler avviare, sempre a scopo di beneficenza, una linea per bambini.

## Filmografia

### Attrice

#### Cinema
- Il gruppo (The Group), regia di Sidney Lumet (1966)
- Quelli della San Pablo (The Sand Pebbles), regia di Robert Wise (1966)
- Il giorno in cui i pesci uscirono dal mare (Όταν τα ψάρια βγήκαν στη στεριά), regia di Mihalis Kakogiannis (1967)
- Vivere per vivere (Vivre pour vivre), regia di Claude Lelouch (1967)
- Gioco perverso (The Magus), regia di Guy Green (1968)
- L'ultimo avventuriero (The Adventurers), regia di Lewis Gilbert (1970)
- L'impossibilità di essere normale (Getting Straight), regia di Richard Rush (1970)
- Soldato blu (Soldier blue), regia di Ralph Nelson (1970)
- Conoscenza carnale (Carnal Knowledge), regia di Mike Nichols (1971)
- Il giorno dei lunghi fucili (The Hunting Party), regia di Don Medford (1971)
- Appuntamento con una ragazza che si sente sola (T.R. Baskin), regia di Herbert Ross (1971)
- Il vento e il leone (The Wind and the Lion), regia di John Milius (1975)
- Stringi i denti e vai! (Bite the Bullet), regia di Richard Brooks (1975)
- Il principio del domino: la vita in gioco (The Domino Principle), regia di Stanley Kramer (1977)
- La fine del mondo nel nostro solito letto in una notte piena di pioggia, regia di Lina Wertmüller (1978)
- Oliver's Story, regia di John Korty (1978)
- E ora: punto e a capo (Starting over), regia di Alan J. Pakula (1979)
- Ricche e famose (Rich and Famous), regia di George Cukor (1981)
- Gandhi, regia di Richard Attenborough (1982)
- Scherzare col fuoco (Stick), regia di Burt Reynolds (1985)
- Miss Detective (Miss Congeniality), regia di Donald Petrie (2000)
- Tutta colpa dell'amore (Sweet Home Alabama), regia di Andy Tennant (2002)
- Una hostess tra le nuvole (View from the Top), regia di Bruno Barreto (2003)
- Matrimonio impossibile (The In-Laws), regia di Andrew Fleming (2003)
- The Women, regia di Diane English (2008)
- Sex and the City, regia di Michael Patrick King (2008)
- Bride Wars - La mia migliore nemica (Bride Wars), regia di Gary Winick (2009)
- Natale con i tuoi (A Merry Friggin' Christmas), regia di Tristram Shapeero (2014)
- L'eccezione alla regola (Rules Don't Apply), regia di Warren Beatty (2016)
- The Meyerowitz Stories, regia di Noah Baumbach (2017)
- 40 sono i nuovi 20 (Home Again), regia di Hallie Meyers-Shyer (2017)
- Book Club - Tutto può succedere (Book Club), regia di Bill Holderman (2018)
- Lasciali parlare (Let Them All Talk), regia di Steven Soderbergh (2020)
- Una seconda occasione, (As They Made Us), regia di Mayim Bialik (2022)
- Book Club - Il capitolo successivo (Book Club: The Next Chapter), regia di Bill Holderman (2023)

#### Televisione
- Coronet Blue – serie TV, 1 episodio (1967)
- The Kraft Music Hall – serie TV, 1 episodio (1969)
- La spada di Merlino (Arthur the King), regia di Clive Donner – film TV (1985)
- Le signore di Hollywood (Hollywood Wives), regia di Robert Day – miniserie TV (1985)
- Murder: By Reason of Insanity, regia di Anthony Page – film TV (1985)
- Casa d'appuntamento di Mayflower Madam (Mayflower Madam), regia di Lou Antonio – film TV (1987)
- Trying Times – serie TV, 1 episodio (1987)
- Murphy Brown – serie TV, 247 episodi (1988-1998)
- Seinfeld – serie TV, 1 episodio (1992)
- Mai amore più grande (Mary & Tim), regia di Glenn Jordan – film TV (1996)
- Ink – serie TV, 1 episodio (1997)
- Sex and the City – serie TV, 3 episodi (2002-2004)
- Footsteps - I passi dell'assassino (Footsteps), regia di John Badham – film TV (2003)
- Will & Grace – serie TV, episodio 6x09 (2003)
- Law & Order - I due volti della giustizia (Law & Order) – serie TV, 1 episodio (2004)
- Boston Legal – serie TV, 91 episodi (2005-2008)
- Law & Order - Il verdetto (Law & Order: Trial by Jury) – serie TV, 3 episodi (2005)
- Dr. House - Medical Division (House, M.D.) – serie TV, 3 episodi (2011)
- The Michael J. Fox Show – serie TV, 1 episodio (2013)
- Il caso Novack (Beautiful & Twisted), regia di Christopher Zalla – film TV (2015)
- Battle Creek – serie TV, 1 episodio (2015)
- BoJack Horseman – serie TV, 1 episodio (2016)
- The Conners – serie TV, 3 episodi (2021)
- And Just Like That... – serie TV, episodio 2x04 (2023)

### Doppiatrice
- I Griffin (Family Guy) – serie TV, 2 episodi (2000)

## Teatro
- Hurlyburly, di David Rabe, regia di Mike Nichols. Ethel Barrymore Theatre di Broadway (1984)
- The Best Man, di Gore Vidal, regia di Michael Wilson. Gerald Schoenfeld Theatre di Broadway (2012)
- Lettere d'amore, di A. R. Gurney, regia di Gregory Mosher. Brooks Atkinson Theatre di Broadway (2014)

## Riconoscimenti
- Premi Oscar
  - 1980 – Candidatura come miglior attrice non protagonista per E ora: punto e a capo

- Golden Globe
  - 1967 – Candidatura come miglior attrice debuttante per Quelli della San Pablo
  - 1980 – Candidatura come miglior attrice non protagonista per E ora: punto e a capo
  - 1989 – Miglior attrice in una serie commedia o musicale per Murphy Brown
  - 1990 – Candidatura come miglior attrice in una serie commedia o musicale per Murphy Brown
  - 1991 – Candidatura come miglior attrice in una serie commedia o musicale per Murphy Brown
  - 1992 – Miglior attrice in una serie commedia o musicale per Murphy Brown
  - 1993 – Candidatura come miglior attrice in una serie commedia o musicale per Murphy Brown
  - 1994 – Candidatura come miglior attrice in una serie commedia o musicale per Murphy Brown
  - 1995 – Candidatura come miglior attrice in una serie commedia o musicale per Murphy Brown
  - 1996 – Candidatura come miglior attrice in una serie commedia o musicale per Murphy Brown
  - 2006 – Candidatura come miglior attrice non protagonista in una serie, miniserie o film per la televisione per Boston Legal
  - 2019 – Candidatura come miglior attrice in una serie commedia o musicale per Murphy Brown

- Premi BAFTA
  - 1983 – Candidatura come migliore attrice non protagonista per Gandhi

- Premi Emmy
  - 1989 – Miglior attrice in una serie commedia per Murphy Brown
  - 1990 – Miglior attrice in una serie commedia per Murphy Brown
  - 1991 – Candidatura come miglior attrice in una serie commedia per Murphy Brown
  - 1992 – Miglior attrice in una serie commedia per Murphy Brown
  - 1993 – Candidatura come miglior attrice in una serie commedia per Murphy Brown
  - 1994 – Miglior attrice in una serie commedia per Murphy Brown
  - 1995 – Miglior attrice in una serie commedia per Murphy Brown
  - 2006 – Candidatura come miglior attrice non protagonista in una serie drammatica per Boston Legal

- Screen Actors Guild Awards
  - 1995 – miglior attrice in una serie commedia per Murphy Brown
  - 1996 – Candidatura come miglior attrice in una serie commedia per Murphy Brow
  - 2006 – Candidatura come miglior attrice in una serie commedia per Boston Legal
  - 2007 – Candidatura come miglior attrice in una serie drammatica per Boston Legal

- American Comedy Awards
  - 1989 – Candidatura come personaggio femminile più simpatico in una serie tv per Murphy Brown
  - 1990 – Candidatura come personaggio femminile più simpatico in una serie tv per Murphy Brown
  - 1991 – Candidatura come personaggio femminile più simpatico in una serie tv per Murphy Brown
  - 1992 – Personaggio femminile più simpatico in una serie tv per Murphy Brown
  - 1996 – Candidatura come personaggio femminile più simpatico in una serie tv per Murphy Brown

- Blockbuster Entertainment Award
  - 2001 – Candidatura come miglior attrice non protagonista in una commedia per Miss Detective

- Satellite Awards
  - 2005 – Candidatura come miglior attrice in una serie commedia o musical per Boston Legal

- Teen Choice Awardss
  - 2003 – Candidatura come miglior personaggio cattivo in un film per Tutta colpa dell'amore

- TV Land Awards
  - 2006 – Candidatura come giornalista dell'anno per Murphy Brown

- Razzie Awards
  - 2009 – Candidatura come peggior attrice non protagonista per Bride Wars - La mia migliore nemica

## Doppiatrici italiane
Nelle versioni in italiano dei suoi lavori, Candice Bergen è stata doppiata da:
- Melina Martello ne Il gruppo, Quelli della San Pablo, L'impossibilità di essere normale, Il vento e il leone, Sex and the City (ep. 6x18), Una hostess tra le nuvole, The Women, Sex and the City (film), Natale con i tuoi, L'eccezione alla regola, The Meyerowitz Stories
- Maria Pia Di Meo in E ora: punto e a capo, Ricche e famose, Gandhi, Scherzare col fuoco, Tutta colpa dell'amore, Matrimonio impossibile
- Ada Maria Serra Zanetti in Appuntamento con una ragazza che si sente sola, La fine del mondo nel nostro solito letto in una notte piena di pioggia, Murphy Brown, Miss Detective, Dr. House - Medical Division
- Rita Savagnone in Soldato blu, Il giorno dei lunghi fucili, Le signore di Hollywood, Battle Creek
- Angiola Baggi in Sex and the City (ep. 5x05), Law & Order - Il verdetto, Il caso Novack, And Just Like That...
- Ludovica Modugno in Bride Wars - La mia migliore nemica, 40 sono i nuovi 20, Lasciali parlare
- Vittoria Febbi in Conoscenza carnale, Il principio del domino: la vita in gioco
- Valeria Falcinelli in Casa d'appuntamento di Mayflower Madam, Footsteps - I passi dell'assassino
- Rossella Izzo in Book Club - Tutto può succedere, Book Club - Il capitolo successivo
- Lucia Catullo in Gioco perverso
- Maria Teresa Letizia in La spada di Merlino
- Aurora Cancian in Law & Order - I due volti della giustizia
- Solvejg D'Assunta in Sex and the City (ep. 4x17)
- Antonella Giannini in Will & Grace
- Serena Verdirosi in Boston Legal